# Vršnik
Vršnik este o localitate din comuna Kungota, Slovenia, cu o populație de 130 de locuitori.